# 스털링 나이트
스털링 나이트(Sterling Knight, 1989년 3월 5일 ~ )는 미국의 배우이다.

## 출연 작품
- 17 어게인 - 알렉스 오도넬 역
- 맨 프럼 어스2: 홀로신 - 필립 역